# Grevillea centristigma
Grevillea centristigma là một loài thực vật có hoa trong họ Quắn hoa. Loài này được (McGill.) Keighery miêu tả khoa học đầu tiên năm 1992.